# Robert Stuart Doran
Robert Stuart Doran (Winthrop, Iowa, 21 de dezembro de 1937) é um matemático estadunidense. Deteve a John William and Helen Stubbs Potter Professorship em matemática da Texas Christian University (TCU) de 1995 até aposentar-se em 2016.
Doran é conhecido por sua elegante solução de um problema deste muito tempo sem solução sobre uma álgebra estrela proposto por Irving Kaplansky no Duke Mathematical Journal em 1949.

## Publicações
Doran publicou livros, artigos e revisões sobre uma variedade de assuntos, colaborando frequentemente com outros matemáticos, incluindo James Michael Gardner Fell, Richard Kadison, Calvin Moore, Jonathan Rosenberg, Paul Sally, Robert Zimmer e V. S. Varadarajan.
Livros
- Approximate identities and factorization in Banach modules, vol. 768, (with J. Wichmann), Springer-Verlag, Berlin Heidelberg New York 1979.  ISBN 3-540-09725-2
- Characterization of C*-algebras: The Gelfand–Naimark Theorems, vol. 101, (with V. Belfi), Marcel-Dekker, 1986.  ISBN 0-8247-7569-4
- Representations of *-algebras, locally compact groups, and Banach *-algebraic bundles,125, vol. I, (with J. M. G. Fell),Academic Press, 1988.  ISBN 0-12-252721-6[5]
- Representations of *-algebras, locally compact groups, and Banach *-algebraic bundles, 126, vol. II, (with J. M. G. Fell), Academic Press, 1988.  ISBN 0-12-252722-4[5]
- Self-adjoint and non-self-adjoint operator algebras and operator theory, (ed.) vol. 120, Contemporary Mathematics,American Mathematical Society, 1990. ISBN 0-8218-5127-6
- C*-algebras: 1943–1993 (A fifty year celebration), (ed.) vol. 120, Contemporary Mathematics,American Mathematical Society, 1994.  ISBN 0-8218-5175-6
- Automorphic forms, automorphjic representations and arithmetic. I. (ed. with Z. Dou and G.Gilbert), 66, vol. 1, Symposia for Pure Mathematics, American Mathematical Society, 1999.  ISBN 0-8218-1050-2
- Automorphic forms, automorphjic representations and arithmetic. II. (ed. with Z. Dou and G.Gilbert), 66, vol. 2, Symposia forPure Mathematics, American Mathematical Society, 1999.  ISBN 0-8218-1051-0
- The mathematical legacy of Harish-Chandra: A celebration of representation theory and harmonic analysis, (ed. with V. S. Varadarajan), vol. 68,Symposia for Pure Mathematics, American Mathematical Society, 2000.  ISBN 0-8218-1197-5
- Operator algebras, quantization, and non-commutative geometry, (ed. with R. V. Kadison), vol. 365, Contemporary Mathematics, American Mathematical Society, 2004.  ISBN 0-8218-3402-9
- Group representations, ergodic theory and mathematical physics, (ed. with C. C. Moore and R. J. Zimmer), vol. 449, Contemporary Mathematics, American Mathematical Society, 2008.  ISBN 978-0-8218-4225-6
- Superstrings, geometry, topology, and C*-algebras, (ed. with G. Friedman and J. Rosenberg), vol. 81, Symposia for Pure Mathematics,American Mathematical Society, 2010. ISBN 978-0-8218-4887-6
- Harmonic analysis and reductive p-adic groups, (ed. with P. J. Sally and L. Spice), vol. 543, Contemporary Mathematics, American Mathematical Society, 2011.  ISBN 978-0-8218-4985-9
- Hodge theory, complex geometry, and representation theory, (ed. with G. Friedman and S.Nollet), vol. 608, Contemporary Mathematics, American Mathematical Society in 2014. ISBN 978-0-8218-9415-6
- Operator algebras and their applications: A tribute to Richard V. Kadison, (ed. with E. Park), vol. 671, Contemporary Mathematics, American Mathematical Society, 2016. ISBN 978-1-4704-1948-6